# Rejon czeczerski
Rejon czeczerski (biał. Чачэ́рскі раён) – rejon w południowo-wschodniej Białorusi, w obwodzie homelskim. Leży na terenie dawnego powiatu rohaczewskiego.